# Tony Daniel (escritor de ciencia ficción)
Tony Daniel (25 de noviembre de 1963) es un escritor, poeta, editor y profesor estadounidense de ciencia ficción. Ha aparecido en varias ocasiones en la serie de Gardner Dozois The Year's Best Science Fiction, mientras que algunos de sus trabajos más conocidos incluyen Metaplanetary y Superluminal, parte de una serie basada en el relato corto Grist.
Fue editor de la sección Seeing Ear Theater de scifi.com; actualmente ss profesor de la Universidad de Texas en Dallas. En el ámbito literario, su cuento Life on the Moon fue nominado para el Premio Hugo al mejor relato corto en 1996 y Radio Praha al Premio Theodore Sturgeon Memorial de 1999. En 1996 su relato corto Life on the Moon fue acreedor del Asimov's Reader Poll Award.

## Obras
Novela
- Warpath (1993)
- Earthling (1997)
- Guardian of Night (2012)

Poesía
- Watson's Spider (1990)
- For the Killed Astronauts (1990)
- Love Poem from a Wizard (1991)
- Old Earth Considered as a Bluegrass Instrument (1991)
- The Astronaut Addresses His Ship (1991)

Ficción corta
- The Passage of Night Trains (1990)
- Words (1991)
- Candle (1991)
- Prism Tree (1991)
- Locust (1991)
- Brothers (1991)
- The Natural Hack (1992)
- Lost in Transmission (1992)
- Faces (1992)
- Despair, Not Feast on Thee (1992)
- The Careful Man Goes West (1992)
- Death of Reason (1992)
- Sun So Hot I Froze to Death (1993)
- Always Falling Apart (1993)
- Aconcagua (1993)
- Dover Beach (1993)
- God's Foot (1993)
- Angel of Mercy (1994)
- Press Return (1995)
- Life on the Moon (1995)
- No Love in All of Dwingeloo (1995)
- The Joys of the Sidereal Long Distance Runner (1996)
- A Dry, Quiet War (1996)
- The Robot's Twilight Companion (1996)
- The Ashes of New Orleans (1997)
- Black Canoes (1997)
- Radio Praha (1998)
- Grist (1998)
- Mystery Box (1999)
- In From the Commons (1999)
- Barry Malzberg Drives a Black Cadillac (2001)
- The Valley of the Gardens (2007)
- Ex Cathedra (2008)